# Campeonato de Escocia de Rugby 1978-79
El Campeonato de Escocia de Rugby (Scotland Division 1) de 1978-79 fue la sexta edición del principal torneo de rugby de Escocia.

## Sistema de disputa
El torneo se disputó en formato de todos contra todos en la que cada equipo enfrentó a cada uno de sus rivales.
El equipo que al finalizar el torneo obtuviera mayor cantidad de puntos, se coronó como campeón del torneo, mientras que los dos últimos descendieron directamente a la División 2.
Puntuación
Para ordenar a los equipos en la tabla de posiciones se los puntuará según los resultados obtenidos.
- 2 puntos por victoria.
- 1 puntos por empate.
- 0 puntos por derrota.

## Clasificación
| Pos. | Equipo             | Encuentros | Encuentros | Encuentros | Encuentros | Tantos | Tantos | Tantos | Puntos |
| Pos. | Equipo             | PJ         | PG         | PE         | PP         | F      | C      | Dif    | Puntos |
| ---- | ------------------ | ---------- | ---------- | ---------- | ---------- | ------ | ------ | ------ | ------ |
| 1.º  | Heriot's FP        | 11         | 10         | 0          | 1          | 246    | 82     | +164   | 20     |
| 2.º  | Gala RFC           | 11         | 8          | 0          | 3          | 150    | 106    | +44    | 16     |
| 3.º  | Stewart's Melville | 9          | 6          | 0          | 3          | 128    | 78     | +50    | 12     |
| 4.º  | Hawick RFC         | 10         | 6          | 0          | 4          | 184    | 115    | +69    | 12     |
| 5.º  | Boroughmuir RFC    | 10         | 5          | 1          | 4          | 120    | 90     | +30    | 11     |
| 6.º  | West of Scotland   | 10         | 5          | 1          | 4          | 116    | 92     | +24    | 11     |
| 7.º  | Kelso RFC          | 11         | 5          | 0          | 6          | 139    | 173    | -34    | 10     |
| 8.º  | Kilmarnock         | 10         | 4          | 1          | 5          | 131    | 129    | +2     | 9      |
| 9.º  | Watsonians         | 11         | 4          | 1          | 6          | 97     | 162    | -65    | 9      |
| 10.º | Jordanhill         | 11         | 3          | 0          | 8          | 133    | 153    | -20    | 6      |
| 11.º | Langholm           | 11         | 2          | 1          | 8          | 97     | 215    | -118   | 5      |
| 12.º | Haddington         | 11         | 2          | 1          | 8          | 79     | 225    | -146   | 5      |

|  | Campeón.                    |
|  | Descendido a la División 2. |

| Bandera de Escocia  |
| Campeón Heriot's FP |
| Primer título       |